# Gottfried Steinbrecher
Gottfried Steinbrecher (* Ostern 1662 in Lützen, Amt Lützen; † 2. Februar 1732 in Hirschberg, Fürstentum Schweidnitz) war ein deutscher Schulrektor und Philologe.

## Leben
Er war ein Sohn des Schmiedes und Ratsmannes Jacob S. Trotzdem die Familie 16 Kinder zu ernähren hatte, ermöglichte diese dem jungen Steinbrecher nicht nur eine schulische Ausbildung in Lützen, sondern schickte ihn sodann auch auf bessere Einrichtungen nach Halle, Merseburg und Zittau. 1686 nahm er ein Studium der Philologie, alte Sprachen sowie klassische Literatur, wie auch der Theologie in Leipzig auf. Das beendete er 1689 er mit dem Erwerb des Magistergrades sowie das Recht Kollegia lesen zu dürfen. Zuerst sich als Privatdozent an der Universität Leipzig versuchend, wechselte Steinbrecher sodann an die Schule in Lützen über. 1694 berief man ihn als Rektor an die Lateinschule Torgau. Nach 18 Jahren nahm er ein Angebot an, als Rektor an die Schule in Hirschberg zu gehen, wo er am 12. September 1712 eintraf. Wenige Tage darauf mit seiner Arbeit beginnend, führte er diese bis zum Lebensende aus. Steinbrecher litt unter Hypochondrie, die ihn seiner Ruhe beraubte und sein Leben schwer machte; letztlich starb er an einem Schlaganfall.
Durch Steinbrechers vorbildliches Wirken bekam die Schule, aus der viele gute Schüler hervorgingen, einen sehr guten Ruf. Daneben wurde er durch seine vielfältigen Veröffentlichungen, wozu Schul- und Übungsbücher (lateinisch, französische, hebräisch) gehörten, Schulfestprogramme, Gedichte und mancherlei anderes bekannt.

## Werke
- Galant Homme, oder wie man sich in der galanten Welt in Worten und Gebärden, im Aufwarten, gehen, sitzen, essen, trinken, Habit etc. manierlich aufführen und beliebt machen kann ... (1694).
- Jubilaei Torgaviensis Prodomus (Schuljubiläumsschrift, 1702).
- Das nach der Allergnädigsten Gegenwart Der Allerdurchlauchtigsten und Großmächtigsten Fürstin und Frauen/ Frauen Christiana Eberhardina/ Königin in Pohlen ... Seuffzende Hartenfelß/ Wolte an Ihrer...(1700).
- Florem Atque Delicias Mensis Maii, Exorto exoptatissimo, IV. Idus Maii, Natali Sidere ... Dn. Friderici Augusti, Regis Poloniarum ... Nec non Celebrato feliciter, Pridie Idus Maii, Festo Nominali ... (1698).
- Biblische Gemüths-Ergötzung, oder, Auflösungen biblischer Fragen aller Bücher und Capitel des A. und N. Testaments : so wohl zur Erbauung als Nutzen deutlich und wohlmeynend abgefasset  (1734).
- Grammatica Ebraeae linguae Wasmuthiana : paucis quidem paginis inclusa, ad accuratam tamen plenamque Codicis Ebraei analysin                                sufficientissima, id quod approbat huic affixum Lexicon Ebraeae linguae philologico-grammaticum .̤ ; Inspersis eodem ordine alphabetico radicibus vocibusq[ue] Chaldaicis, in sacro codice obviis, ut et mereatur nomen Lexici Chaldaici.̤(1692).
- Dissertatio philologica de variis tesserarum veteribus usurpatarum generibus : qua et brevissime attinguntur tesserae militares Christianorum (1688).
- Dissertationem De conspiratione pulveraria in Anglia quondam agitata p. p. praeses Johannes Moebius ... respondente Gothofredo                                 Steinbrechern (1687).
- Meditatio Theologica Ex verbis Christi Matth. XXV, 34.-40. Venite Benedicti Patris Mei Possidete Regnum, &c (1689).
- Hebraismus philologico-didacticus (1693).
- Concionator theoretico-philologico-practicus oder Leipziger Prediger-Kunst : wie man Sensum S. Sacrae wohl untersuchen, die Heil. Schrifft in seinen jungen Jahren verstehen, die Sprachen, Disciplinen, Philologie ... hierzu gebrauchen ... und gründlich elaboriren soll (1699).
- Ad Actum Oratorium, In Lyceo Torgensi d. 25. Septembr. XCIV. habendum, Nobilissimos Atque Honoratissimos Dominos Musarum Patronos,                                 Fautores Atque Amicos ... invitat M. Godofredus Steinbrecher, Rector ibid (1694).
- Grammatica Ebraeae Linguae Wasmuthiana : Paucis quidem paginis inclusa, ad accuratam tamen plenamque Codicis Ebraei Analysin                                 sufficientissima (1692).